# فرودگاه لری ریور
فرودگاه لری ریور  (به انگلیسی: Laurie River Airport) یک فرودگاه همگانی با کد یاتا LRQ است که یک باند فرود شن دارد و طول باند آن ۶۷۷ متر است. این فرودگاه در کشور کانادا قرار دارد و در ارتفاع ۳۶۶ متری از سطح دریا واقع شده است.